# FIZ Fachstelle Frauenhandel und Frauenmigration
Die FIZ (ehemals FIZ Fachstelle Frauenhandel und Frauenmigration genannt) ist ein Schweizer Verein zum Schutz von Menschen mit Migrationshintergrund, die von Gewalt und Ausbeutung betroffen sind. Sie betreibt eine Beratungsstelle sowie ein Opferschutzprogramm für Betroffene von Menschenhandel mit mehreren Unterkünften in der Schweiz. Weiter setzt sie sich in Politik und Öffentlichkeit für die Rechte von Migrantinnen in der Schweiz ein.

## Gründung und Geschichte
Die Gründungsidee gab ein Bericht im Westschweizer Fernsehen über die Ausbeutung einer Frau aus den Philippinen in einer Schweizer Bar. Die Journalistin Regula Renschler organisierte eine Diskussionsveranstaltung, auf der die Möglichkeit einer Fachstellengründung besprochen wurde. 1985 folgte die Eröffnung einer Geschäftsstelle des „Fraueninformationszentrums Dritte Welt“ an der Quellenstrasse in Zürich, ein Verein wurde im Folgejahr gegründet. Trägerschaft übernahmen unter anderem Terre des Hommes Schweiz, die Caritas, der Evangelische Frauenbund Zürich, der Schweizerische katholische Frauenbund und der Weltkirchenrat in Genf, weiter Swissaid, die eine Halbtagesstelle finanzierten.
1996 benannte sich der Verein um zu „Fraueninformationszentrum für Frauen aus Afrika, Asien, Lateinamerika und Osteuropa“, von 2008 bis 2023 trug er den Namen "FIZ Fachstelle Frauenhandel und Frauenmigration“. 2023 wurde der Name offiziell zu "FIZ" gekürzt.
2004 wurde unter dem Namen „Makasi“ eine Anlaufstelle für Opfer von Menschenhandel als bislang einzige Einrichtung dieser Art in der Schweiz eröffnet. Der Name bedeutet in der zentralafrikanischen Sprache Lingala „stark“. Das Programm wurde später zum „Opferschutzprogramm für Betroffene von Menschenhandel“ umbenannt.
2021 bezog der Verein seine aktuell genutzten Räume in der Zürcher Hohlstrasse.

## Aktivitäten
Das FIZ ist in drei Arbeitsbereichen tätig: eine Beratungsstelle für Migrantinnen richtet sich an von Gewalt und Ausbeutung betroffene Migrantinnen im Kanton Zürich. Das Opferschutzprogramm Menschenhandel stellt Hilfe und Unterkunft in der gesamten Deutschschweiz bereit, der dritte Arbeitsbereich „Fachwissen und Advocacy“ richtet sich an die allgemeine Öffentlichkeit sowie regionale bis internationale Akteure. Bereitgestellt werden unter anderem Informationsmaterialien in mehreren Sprachen sowie Kurse und Lehrgänge für Akteure aus Politik und sozialer Arbeit. Das FIZ arbeitet in verschiedenen kantonalen Runden Tischen zum Thema Menschenhandel mit.
Die Fallzahlen der Beratungen für Opfer von Menschenhandel stiegen mit der Zeit deutlich an. 2009 wurden 160 Personen betreut, in diesem Jahr sei erstmals die Fallzahl stabil geblieben. 2023 wurden 317 Fälle verzeichnet, davon kamen 156 im Jahresverlauf neu hinzu.
2025 wurde ein zunehmender Anteil männlicher Opfer von Menschenhandel beobachtet, welcher ebenfalls von der FIZ unterstützt wird. Betroffene arbeiten unter anderem auf dem Bau und in der Gastronomie. Für Betroffene stehen Stand 2025 insgesamt 8 Schutzwohnungen zur Verfügung.

## Partnerschaften und Netzwerke
Das FIZ ist Partner der UN-Organisation IOM, Mitglied in der GAATW Global Alliance Against Traffic in Women (GAATW), La Strada und außerordentliches Mitglied des KOK Koordinierungskreis gegen Menschenhandel. Das FIZ ist zudem Mitglied der schweizweiten Nichtregierungsorganisation ProKoRe, die sich für die Rechte von Sexarbeitenden einsetzt.

## Positionen
Das FIZ lehnt eine Kriminalisierung der Prostitution ab. Auch die einseitige Kriminalisierung des Sexkaufs wird vom FIZ abgelehnt, als Folge wird eine Verschlechterung der Situation der Prostituierten befürchtet. Das FIZ schlägt stattdessen eine vollständige Entkriminalisierung vor.
Die rechtlichen Rahmenbedingungen zum Schutz von Opfern von Menschenhandel in der Schweiz werden als unzureichend betrachtet. Der Aufenthaltsstatus für Opfer von Menschenhandel muss nach Ansicht des FIZ verbessert werden, insbesondere im Rahmen von laufenden Strafverfahren gegen Menschenhändler sowie bei Betroffenen mit Asylverfahren. Das Dublin-Abkommen führt nach Ansicht des FIZ zu Abschiebungen von Frauen in die Hände der Täter, ebenso führe das Schweizer Ausländerrecht dazu, dass der unsichere Aufenthaltsstatus nichtschweizerischer Opfer häuslicher Gewalt diese an den gewalttätigen Partner binde.